# فيليب زيالور
فيليب زيالور (بالإنجليزية: Philip Zialor)‏ (مواليد 6 سبتمبر 1976) لاعب كرة قدم سيشيلي دولي يجيد اللعب في خط الهجوم . سجل زيالور هدفين من أصل أهداف منتخب بوروندي الأربعة في تصفيات قارة أفريقيا المؤهلة إلى بطولة كأس العالم لكرة القدم 2010 .

## روابط خارجية
- فيليب زيالور على موقع قاعدة بيانات كرة القدم.إي يو (الإنجليزية)
- فيليب زيالور على موقع ناشيونال فوتبول تيمز (الإنجليزية)